# Zelanda (animal)
Zelanda es un género de arañas araneomorfas de la familia Gnaphosidae. Se encuentra en Nueva Zelanda.

## Lista de especies
Según The World Spider Catalog 12.0:
- Zelanda elongata (Forster, 1979)
- Zelanda erebus (L. Koch, 1873)
- Zelanda kaituna (Forster, 1979)
- Zelanda miranda (Forster, 1979)
- Zelanda obtusa (Forster, 1979)
- Zelanda titirangia (Ovtsharenko, Fedoryak & Zakharov, 2006)